# Zagrzebka (ślimaki)
Zagrzebka (Bithynia) – zróżnicowany rodzaj ślimaków z podgromady przodoskrzelnych, grupujący małe gatunki słodkowodne.

## Cechy morfologiczne
Muszle stożkowate lub jajowato stożkowate, o wzniesionej skrętce. Powierzchnia muszli gładka lub delikatnie prążkowana. Otwór muszli okrągły lub łezkowaty, o połączonych brzegach. Wieczko mocne, zwapniałe, o koncentrycznych liniach przyrostów. Dołka osiowego brak, lub słabo wykształcony, szczelinowaty. Ciało krępe, noga krótka, w przedniej części ciała tępo ścięta, w tylnej części zaokrąglona. Głowa wyciągnięta w ryjek, czułki nitkowate. Oczy znajdują się na zgrubieniach czułków na bocznej (zewnętrznej) stronie. Prącie w torebce, za prawym czułkiem. Ząb środkowy raduli rozszerzony u nasady, z dwoma rzędami ząbków bazalnych, z grubo piłkowaną krawędzią tnącą.

## Występowanie
Zagrzebki występują w wodach Europy, Azji północnej i wschodniej, północnej Afryki. W Polsce występują dwa gatunki: zagrzebka pospolita (Bithynia tentaculata) i zagrzebka sklepiona Bithynia leachi. 

## Biologia i ekologia

### Zajmowane siedliska
Zasiedlają różne typy wód (drobne cieki, rzeki, stawy, rowy melioracyjne, jeziora, zbiorniki zaporowe) i różne typy podłoża (od mulistych po kamieniste, także makrofity i maty glonów nitkowatych). Występują płytko w litoralu.

### Odżywianie
Filtratorzy i zdrapywacze, odżywiający się glonami peryfitonowymi i fitoplanktonem.

### Rozmnażanie
Zwierzęta rozdzielnopłciowe.

## Gatunki
Według Glöera gatunki europejskie można zgrupować w cztery podrodzaje: Bithynia, Codiella, Neumayria i Parafossarulus.
Do rodzaju Bithynia należą następujące gatunki:
Podrodzaj Bithynia Leach, 1818
- Bithynia tentaculata (Linnaeus, 1758) – zagrzebka pospolita, gatunek typowy

Podrodzaj Codiella Locard, 1894
- Bithynia leachii (Sheppard, 1823)
- Bithynia troschelii (Paasch 1842), synonim Bithynia transsilvanica (Bielz, 1853)

Podrodzaj Neumayria De Stefani, 1887
- † Bithynia bavelensis Meijer, 1990

Podrodzaj Digoniostoma Annandale, 1920
- Bithynia funiculata Walker, 1927[5]
- Bithynia siamensis Lea, 1856[6]

incertae sedis
- Bithynia boissieri (Küster, 1852)
- Bithynia candiota (Westerlund, 1886)
- Bithynia cerameopoma (Benson, 1830)
- Bithynia cettinensis Clessin, 1887
- Bithynia cretensis Glöer & Maassen, 2009
- Bithynia danubialis Glöer & Georgiev, 2012
- Bithynia forcarti Glöer & Pešić, 2012
- Bithynia ghodaghodiensis Glöer & Bössneck, 2013
- Bithynia graeca (Westerlund, 1879)
- Bithynia hambergerae A. Reischütz, N. Reischütz & P. L. Reischütz, 2008
- Bithynia majorcina Glöer & Rolán, 2007
- Bithynia mazandaranensis Glöer & Pešić, 2012
- Bithynia montenegrina Wohlberedt, 1901
- Bithynia mostarensis Möllendorff, 1873
- Bithynia numidica Bourguignat, 1864
- Bithynia orcula Frauenfeld, 1862
- Bithynia pesicii Glöer & Yildirim, 2006
- Bithynia phialensis (Conrad, 1852)
- Bithynia prespensis Hadžišče, 1963
- Bithynia prestoni Glöer & Bössneck, 2013
- Bithynia pseudemmericia Schütt, 1964
- Bithynia pulchella (Benson, 1836)
- Bithynia radomani Glöer & Pešić, 2007
- Bithynia raptiensis Glöer & Bössneck, 2013
- Bithynia reharensis Glöer & Bössneck, 2013
- Bithynia rubens (Menke, 1830)
- Bithynia sibirica Westerlund, 1886
- Bithynia sistanica (Annandale & Prashad, 1919)
- Bithynia skadarskii Glöer & Pešić, 2007
- Bithynia starmuehlneri Glöer & Pešić, 2012
- Bithynia stenothyroides (Dohrn, 1857)
- Bithynia subbaraoi Glöer & Bössneck, 2013
- Bithynia yildirimi Glöer & Georgiev, 2012
- Bithynia zeta Glöer & Pešić, 2007
- Bithynia kobialkai Glöer & Beckmann, 2007[9]
- Bithynia majorcina Glöer & Rolán, 2007[10]
- Bithynia misella (Gredler, 1884)[11]
- Bithynia nakeae Glöer & Beckmann, 2007[9]
- Bithynia quintanai Glöer & Beckmann, 2007[9]